# Miyana nebulosa
Miyana nebulosa är en fjärilsart som beskrevs av William Chapman Hewitson 1861. Miyana nebulosa ingår i släktet Miyana och familjen praktfjärilar. Inga underarter finns listade i Catalogue of Life.